# Protón (cohete)
El cohete Protón (en ruso: Протóн, designación oficial: UR-500) es un potente lanzador sin tripulación soviético, heredado por Rusia, empleado para situar en órbita los componentes rusos de la Estación Espacial Internacional (EEI), satélites de comunicaciones y otros tipos de satélites. La última versión del cohete, denominado "Protón-M" (8K82M y 8K82KM), se lanza desde el cosmódromo de Baikonur y se produce en el Centro Espacial Estatal de Producción e Investigación Jrúnichev (KhSC) en Moscú.

## Historia
El Protón inició su vida como un «super ICBM», diseñado en la Unión Soviética, para enfrentar la carrera armamentista de la Guerra Fría soviética contra los Estados Unidos. Fue diseñado para portar una ojiva nuclear de 100 megatones (o más) a través de 12 000 kilómetros de distancia. Era demasiado grande para ser un ICBM, y nunca fue utilizado como tal, su verdadero objetivo fue el lanzamiento de un vehículo espacial.
A lo largo de su trayectoria se ha considerado uno de los fundamentos del desarrollo espacial de la desaparecida Unión Soviética, formando parte destacada de su programa espacial, y uno de los iconos de la exploración espacial. Ha sido empleado con mucho éxito para transportar satélites pesados a una gran altitud sobre 200 km en la órbita de la Tierra. El transporte de los módulos de la Estación Espacial Mir (1986-2002) y de varios módulos presentes en la Estación Espacial Internacional (1998-actualidad) han sido también algunas de sus misiones más destacadas.

## Características
La sección principal está formada por una etapa central dotada de seis motores a la  que se le puede acoplar una segunda etapa. En su configuración básica el Protón tiene un empuje de 1 500 000 kilopondios y ha sido empleado en el lanzamiento de numerosas sondas planetarias y lunares, así como de las estación espaciales Salyut y los módulos que configuraron la estación espacial Mir. Desde su primer lanzamiento en 1965 hasta 2019 la Unión Soviética, y posteriormente Rusia, ha lanzado alrededor de  419 cohetes con diferentes cargas espaciales, civiles y militares.
Diseñado por Vladímir Cheloméi en la  OKB-52 el cohete Protón se deriva en cuatro tipos distintos según la carga útil que se desee poner en órbita:
Clase D: consta de una primera etapa de 37 metros de longitud, 9,14 metros de diámetro, peso de despegue 528 000 kg y un grupo de 6 motores con una fuerza propulsora de 1 500 000 kilopondios. La segunda etapa tiene 40 metros de longitud, 4,2 metros de diámetro, un peso de despegue de 410 000 kilogramos y una fuerza propulsora de 450 000 kilopondios. Con una capacidad de carga hacia la órbita baja de 11 000 kilogramos, disponía de una fuerza propulsora total de 1 951 000 kilopondios. Con esta configuración entre 1965 y 1967 fueron lanzados, con éxito, los cohetes Protón 1, 2 y 3.
Clase D-1: consta de cuatro etapas, y 65 a 75 metros de longitud total, 1 000 000 kilogramos de peso de despegue, con capacidad de poner en órbita baja entre 17 000 y 19 000 kilogramos. Entre 1968 y 1981 se lanzaron con éxito en 13 ocasiones.
Clase D-1-E: consta de cuatro etapas, una longitud de 65 a 70 metros, 990 000 kilogramos de peso al despegue y una capacidad carga en órbita alta de entre 4000, 5000 y 6000 kilogramos. Entre 1967 y 1981 se lanzó con éxito en 33 ocasiones, entre ellas con la sonda automática Luna 15.
Clase D-1-E-e: consta de cinco etapas, la última de oxígeno líquido y queroseno, 65 a 70 metros de longitud, 990 000 kilogramos de despegue y una capacidad de carga en órbita alta de 2500 kilogramos. Entre 1974 y 1981 ha sido lanzado con éxito en 24 ocasiones.
Clase F: formado por dos etapas de base y una tercera que varía según la misión. Se derivan del misil balístico SS-9.

## Protón-M
La versión inicial de Protón M, podría lanzarse 3–3,2 toneladas en órbita geoestacionaria o 5,5 toneladas en una órbita de transferencia geoestacionaria. Podría colocar hasta 22 toneladas en órbita terrestre baja con una inclinación de 51,6 grados, la órbita de la Estación Espacial Internacional (EEI).
Las mejoras del Protón M incluyeron modificaciones de etapa inferior para reducir la masa estructural, aumentar el empuje y utilizar propulsores por completo. Generalmente un Briz-M (en ruso: Бриз que significa "Brisa") se utiliza una etapa superior de propulsor almacenable en lugar de la etapa Blok D o Blok DM, lo que elimina la necesidad de múltiples suministros de combustible y oxígeno adicional debido a la ebullición; el Protón-M también voló con una etapa superior Blok-DM. También se hicieron esfuerzos para reducir la dependencia de los proveedores de componentes extranjeros (generalmente ucranianos). Con la etapa superior Briz-M, el diámetro del carenado de carga útil es 4,1 m.
Los vehículos de lanzamiento del Protón y las etapas superiores Briz-M están diseñados y construidos por el Centro Espacial de Investigación y Producción del Estado de Jrúnichev en Moscú, el propietario mayoritario de International Launch Services (ILS). El centro alberga todas las funciones de ingeniería, montaje y prueba de la producción del Protón. Con la reciente consolidación de las empresas espaciales rusas, Jrúnichev tiene la supervisión y el control directos de hasta el 70 % de toda la fabricación del Protón, desde los proveedores hasta los fabricantes. La consolidación respalda directamente los esfuerzos continuos de Jrúnichev para la integración vertical de la producción de protones.
Una variante mejorada, el vehículo de lanzamiento Protón-M/Briz-M fase III, se probó en vuelo en la misión dual federal rusa Express AM-44 y Express MD-1 en febrero de 2009 y realizó su primer lanzamiento comercial en marzo de 2010 con el Satélite Echostar XIV. La configuración Protón-M/Briz-M fase III proporciona 6150 kg del rendimiento de GTO, un aumento de 1150 kg sobre el Protón-M Briz-M original, manteniendo la configuración de diseño fundamental.
El 6 de agosto de 2012, la Agencia Espacial Federal Rusa perdió un satélite de comunicaciones ruso e indonesio en un intento de ponerlos en órbita en un Protón-M debido a dificultades técnicas con la última etapa.
El 2 de julio de 2013, un Protón-M que lanzaba tres satélites de navegación GLONASS experimentó una falla que recuerda los desastres de la década de 1960 poco después del despegue cuando el propulsor se estrelló cerca de LC-39 en Baikonour, poniendo fin a un período ininterrumpido de 30 años sin un fracaso de la primera etapa; todos los vuelos futuros de Protón se suspendieron en espera de una investigación. Finalmente se determinó que el accidente fue causado por el paquete de giroscopio de velocidad que se instaló al revés. Debido a la dificultad de instalar el paquete incorrectamente, se sospechaba que lo había hecho deliberadamente un trabajador descontento o borracho en la planta de Jrúnichev.
El 15 de mayo de 2014, un Protón-M/Briz-M que transportaba un satélite Ekspress sufrió una falla en la tercera etapa debido a un cojinete defectuoso de la turbobomba. Se informó que cayeron escombros en Manchuria. El 21 de octubre, otro satélite Ekspress quedó en una órbita inútil cuando la etapa Briz se cortó 24 segundos antes de tiempo.
El 16 de mayo de 2015, un satélite de comunicaciones MEXSAT no pudo orbitar debido a otro mal funcionamiento de la tercera etapa, la octava falla de Protón desde 2010.
Jrúnichev ha iniciado el desarrollo de un conjunto de mejoras de fase IV para seguir el ritmo de las demandas del mercado y las tendencias de crecimiento masivo de los satélites comerciales. La implementación de las mejoras del Protón Briz-M de Fase IV se completó en 2016. El rendimiento de masa de carga útil para la fase IV se incrementó a 6320 kg a una órbita GTO de referencia con 1500 m/s de residual delta V a OSG.